# 管理硕士
管理碩士、管理學碩士或譯商業管理碩士（英語：Master of Management；縮寫為MM），是商學院提供的一種碩士學位。修業年限通常為1至2年，全職進修。
課程設計與工商管理碩士相似，但招生的工作經驗要求與MBA相比，門檻較低，僅需1至2年全職工作經驗，因此學生年紀普遍較年輕。在中國大陸，該學位一般稱為「管理學碩」，與其他普通碩士學位入學門檻類似，修業期限通常為2至2.5年。
有時各校頒授的學位名稱會略有不同，例如：商業和管理碩士（Master of Business and Management，MBM）、管理學碩士（Master of Science in Management，MiM）或商業管理碩士（Master of Business in Management，Mbus.M），但課程大同小異。

## 提供此類項目的知名院校

### 澳大利亞
- 澳洲國立大學
- 墨爾本大學
- 雪梨大學

### 美國
- 哈佛大學
- 麻省理工學院
- 耶鲁大学
- 哥伦比亚大学
- 杜克大學

### 歐洲
- 倫敦政治經濟學院
- 伦敦商学院
- 巴黎高等商業研究學院

### 亞洲
- 北京大学
- 清華大學
- 香港大學